# حكاية الجارية
حكاية الجارية (بالإنجليزية: The Handmaid's Tale)‏ رواية ديستوبية للكاتبة الكندية مارغريت آتوود، تم نشرها عام 1985. تتناول الرواية قصة الخادمة «اوفريد» بعد سيطرة جماعة دينية مسيحية على السلطة في الولايات المتحدة الأمريكية.
تناقش الرواية الاستعباد الذكوري للمرأة في ظل المجتمعات الأبوية، والوسائل المختلفة التي استعادت فيها الشخصيات فردانيتها واستقلاليتها.
قصة الخادمة تنقسم إلى قسمين، الليل وأحداث أخرى مختلفة. يتناول قسم الليل بشكل حصري قصة اوفريد، أما الباقي فيتناول جوانب أخرى (التبضّع، غرفة الانتظار، الأعمال المنزلية، الخ.) وهي عن الحياة المحتملة للخامات الأخريات من وجهة نظر اوفريد. في الكثير من أجزاء القصة تنتقل اوفريد بين الماضي والحاضر خلال سردها للأحداث التي أدت إلى تدني وضع حقوق المرأة، وتفاصيل حياتها اليومية في الحاضر.
تم اقتباس أعمال تلفزيونية وسينمائية من الرواية كما أنها فازت بجوائز هامة وترشيحات عدة.

## الترجمة
صدرت الترجمة العربية للرواية بعنوان (حكاية الجارية) عام 2018م عن دار الكرمة، وترجمها المترجم السعودي أحمد العلي.

## روابط خارجية
- حكاية خادمة على موقع الموسوعة البريطانية (الإنجليزية)